# 村上義日
村上 義日（むらかみ よしてる）は、鎌倉時代末期の武将。父は信泰。弟に国信および信濃村上氏棟梁の信貞。子に朝日、義隆。官位は従五位下、左馬権頭。通称は彦四郎。大塔宮護良親王（後醍醐天皇の皇子）に仕え、鎌倉幕府との戦い元弘の乱における吉野城の戦いで、次男の義隆と共に討死した。史料上は数行の記述が残るのみだが、軍記物語『太平記』では村上 義光の表記で登場し、印象的な活躍が描かれ、護良親王の忠臣として知られるようになった。明治時代に従三位を追贈され、鎌倉宮村上社の祭神となった。

## 生涯

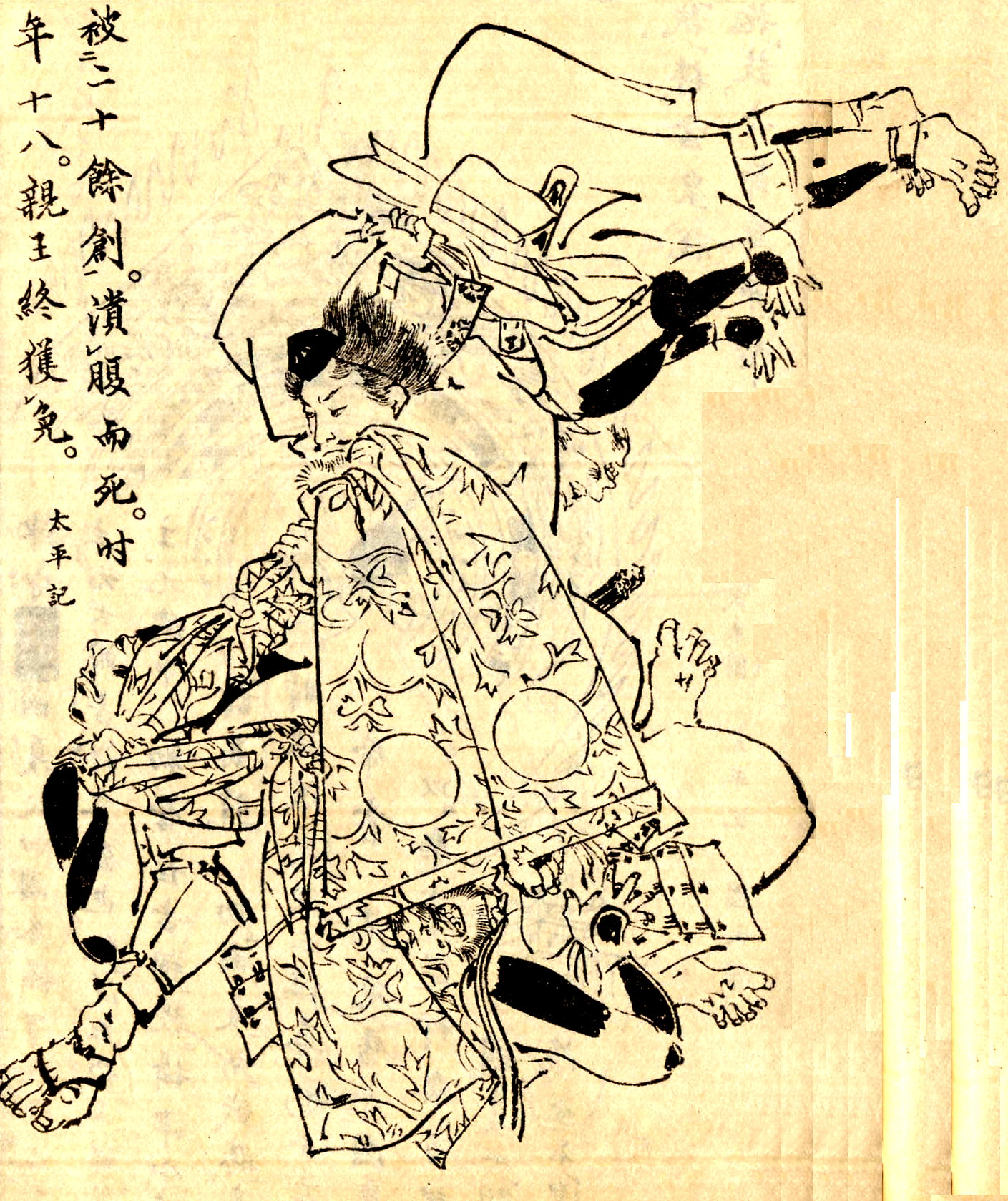
菊池容斎『前賢故実』より「村上義光」

村上義日（義光）に関する数少ない史料は、洞院公定編『尊卑分脈』である。また、『梅松論』上にも名が見える。諱は『尊卑分脈』『梅松論』ともに「義日」の表記で記されるが、『梅松論』の別写本（『群書類従』版底本）では「義暉」の表記が用いられている。通称は彦四郎（『尊卑分脈』『梅松論』上）。『尊卑分脈』によれば、位階は従五位下で、官職は写本の系統によって左馬権頭とするものと右馬権頭とするものがあるが、『国史大辞典』「村上義光」（村田正志担当）は前者の説を採っている。
信濃村上氏は、河内源氏の祖源頼信の次男源頼清を祖とする名門で、『尊卑分脈』によれば義光の父は村上信泰とされる。また、国信・信貞（のち信濃村上氏棟梁）という弟と、朝日・義隆という子がいた。
後醍醐天皇と鎌倉幕府との戦い元弘の乱（1331-1333年）が始まると、前半戦で敗北し一度は姿をくらました護良親王（後醍醐天皇の皇子）は、後半戦で再び姿を現し、吉野城に籠城した。これに対し、元弘3年/正慶2年（1333年）初頭、鎌倉幕府は大将大仏高直・軍奉行工藤高景・使節二階堂貞藤（道蘊）らを将とする軍を編成した。閏2月1日（西暦3月17日）、二階堂軍の攻撃によって吉野城は落城した。『尊卑分脈』によれば、このとき義日とその次男の義隆が討死した。義日は、『梅松論』上でも、吉野城で落命した護良親王側の将として名が言及される。
後述する『太平記』による忠臣伝説が著名だが、実際には吉野城の戦い以前の村上父子の動向ははっきりしない。本来、村上氏は信濃国（長野県）の御家人であり、また御内人（北条得宗家の被官）として、幕府の事実上の権力者北条氏とも親しかった有力氏族である。それなのに、父子がいついかなる経緯で護良親王の側近となって、吉野城で戦死したのか、歴史的実像は不明である。一説によれば、鎌倉時代には義日の系統は村上氏の傍系だったので、勢力拡大を目指して護良親王に接近したのではないかともいう。
明治41年（1908年）、従三位が追贈された。奈良県吉野郡吉野町大字吉野山にある墓所と伝えられる場所は一時荒廃していたが、のち整備された。また、鎌倉宮村上社の祭神となった。

## 『太平記』での活躍

### 概要
『太平記』では元弘の変の頃、笠置山が陥落し、潜伏していた南都の般若寺から熊野へ逃れる護良親王に供奉（ぐぶ）した9名の1人「村上義光」として登場する。

### 『太平記』巻第五 大塔宮熊野落事

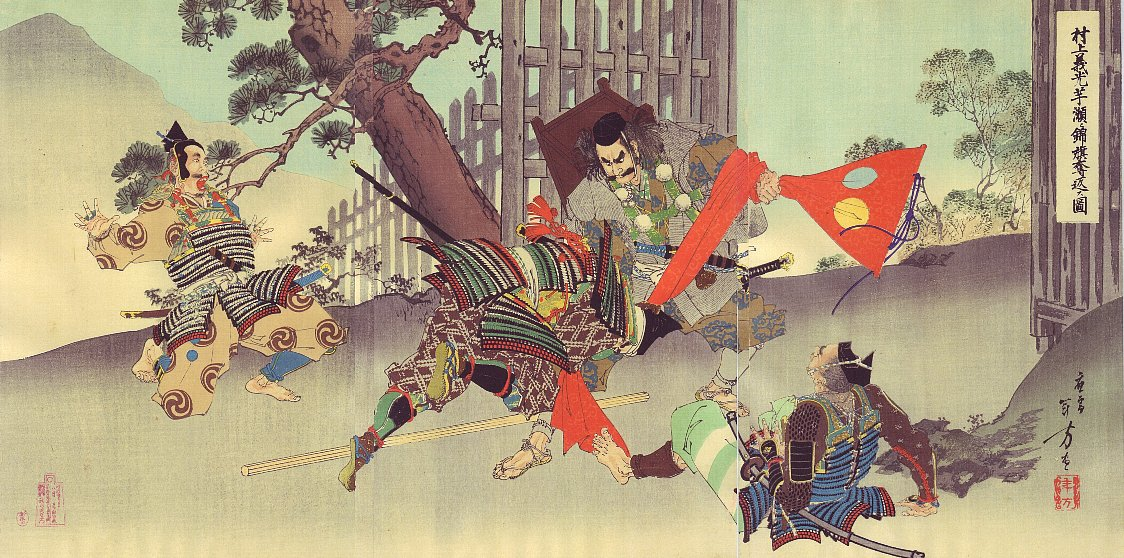
水野年方筆「村上義光芋瀬ニ綿旗奪返ス図」

道中、十津川郷で敵方の土豪・芋瀬（いもせ）庄司に遭遇し、親王一行はその通行を乞うが、芋瀬は「幕府へ面子を立てる為、通すかわりに名のある臣を一人二人、もしくは一戦交えた事を示すために御旗を寄越せ」と返答してきた。そこで供奉した9名の1人、赤松則祐（あかまつそくゆう）が親王の御為と名乗り出て「主君の危機に臨んでは自らの命を投げ出す、これこそが臣下の道。殿下の為に、この則祐、敵の手に渡ったてもかまわない」と言った。しかし、供奉した9名の1人、平賀三郎が「宮の御為にも今は有能な武将は一人たりと失ってはいけない。御旗を渡して激闘の末逃げ延びた事にすれば芋瀬庄司の立場も守れる」と言い、親王はこれを聞き入れて大事な錦の御旗を芋瀬庄司に渡して、その場を乗り越えた。
遅れてやってきた義光も芋瀬庄司に出くわすが、そこには錦の御旗が翻っていた。義光は激昂し「帝の御子に対して、貴様ごときがなんということを！」と、敵方に奪われた御旗を取り返し、旗を持っていた芋瀬の下人をひっつかみ、4、5丈（1丈約3メートルなので、12、15メートル）ほどかなたに投げつけた。義光の怪力に恐れをなし芋瀬庄司は言葉を失い、義光は自ら御旗を肩に懸て親王一行を追いかけ無事に追いついた。
護良親王は「赤松則祐が忠は孟施舎(もうししゃ)が義のごとく、平賀三郎が智は陳平が謀略のごとし、そして村上義光が勇は北宮黝(ほくきゅうよう)の勢いをもしのぐ」と三人を褒め称えた。（注：孟施舎と北宮黝は古代中国の勇者。陳平は漢王朝の功臣）。

### 『太平記』巻第七 吉野城軍事
元弘3年（1333年）初頭、幕府方の二階堂貞藤が6万余騎を率いて吉野山に攻め入った。護良親王軍は奮戦するも、いよいよ本陣のある蔵王堂まで兵が迫った。親王はこれまでと最後の酒宴を開いていたが、そこへ義光がやってきて親王を説得し落ち延びさせる。
義光は幕府軍を欺くため、親王の鎧を着て自ら身代わりとなって「天照太神御子孫、神武天王より九十五代の帝、後醍醐天皇第二の皇子一品兵部卿親王尊仁、逆臣の為に亡され、恨を泉下に報ぜん為に、只今自害する有様見置て、汝等が武運忽に尽て、腹をきらんずる時の手本にせよ」と叫び、切腹して自刃した。この時、自らのはらわたを引きちぎり敵に投げつけ、太刀を口にくわえた後に、うつぶせに伏となって絶命したという壮絶な逸話が残る。
首実検
幕府方の二階堂貞藤の軍勢には護良親王を知る者はなく、自刃した護良親王と思われる首を京都六波羅探題に送り首実検の結果は護良親王ではなかった事が後に分かる。
なお、子の義隆も義光と共に死のうとしたが、義光はこれを止め親王を守るよう言いつけた。その後、義隆は親王を落ち延びさせるため奮闘し、満身創痍となり力尽き、切腹し自害した。

## 墓所
村上義日（義光）の墓と伝えられる墓が、蔵王堂より北西約1.4kmの場所にある。案内板によると身代わりとなって蔵王堂で果てた義光を北条方が検分し、親王ではないと知って打ち捨てられたのを哀れと思った里人がとむらって墓としたものだという。墓には玉垣に囲まれた宝篋印塔と、向かって右に大和高取藩士内藤景文が天明3年（1783年）に建てたとされる「村上義光忠烈碑」がある。なお、子の義隆の墓は蔵王堂より南1.5km、勝手神社から下市町才谷へと抜ける奈良県道257号線沿いにある。

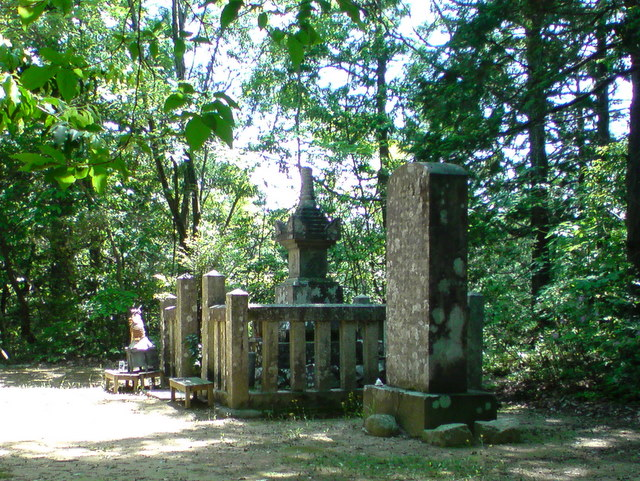
村上義光の墓
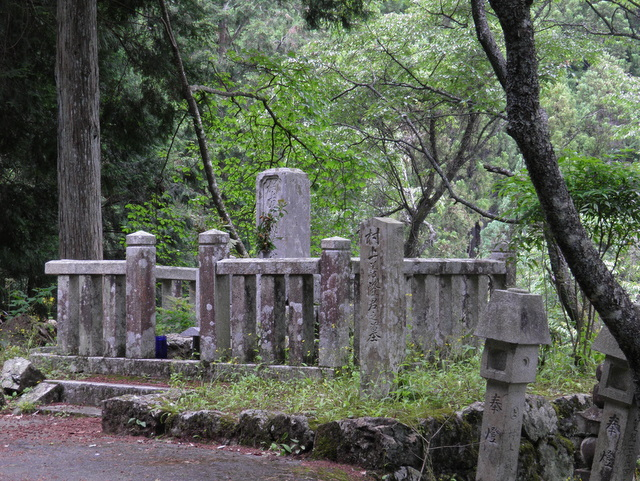
村上義隆の墓